# Walta-Informationszentrum
Das Walta-Informationszentrum (englisch Walta Information Center, abgekürzt auch WaltaInfo, Akronym WIC) ist eine private Nachrichten- und Informationseinrichtung in der Demokratischen Bundesrepublik Äthiopien.
Das Hauptquartier des Walta-Informationszentrums liegt in der äthiopischen Bundeshauptstadt Addis Abeba.
Diese Nachrichtenagentur berichtet tagesaktuell über Ereignisse in Äthiopien, ergänzt durch Reportagen und verschiedenste Artikel und erstellt Analysen über den Konflikt zwischen Eritrea und Äthiopien.